# Seth Griffith
Seth Griffith (né le 4 janvier 1993 à Wallaceburg dans la province d'Ontario au Canada) est un joueur professionnel canadien de hockey sur glace. Il évolue au poste d'attaquant.

## Biographie
Il est repêché par les Bruins de Boston en 131e position lors du repêchage d'entrée de 2012 dans la Ligue nationale de hockey après avoir disputé sa deuxième saison complète dans la Ligue de hockey de l'Ontario avec les Knights de London. Il dispute une autre saison avec les Knights avant de jouer sa première saison professionnelle en 2013-2014 avec les Bruins de Providence, équipe affiliée aux Bruins de Boston dans la Ligue américaine de hockey. 
Il fait ses débuts dans la LNH en 2014-2015 alors qu'il est aligné à 30 parties avec les Bruins et joue le reste du temps avec l'équipe de Providence dans la LAH. Il ne dispute que quatre parties avec Boston la saison suivante puisqu'il joue la quasi-totalité de la saison avec Providence. En 57 matchs avec la filiale de la LAH, il réalise 77 points (24 buts et 53 mentions d'aides) qui le classe deuxième parmi les meilleurs pointeurs de la ligue derrière les 80 points de Christopher Bourque et est nommé dans la première équipe d'étoiles de la LAH.
Avant le début de la saison 2016-2017, il est envoyé au ballotage par les Bruins avant d'être réclamé par les Maple Leafs de Toronto. Après 3 matchs joués, il est une nouvelle fois placé au ballotage puis est réclamé par les Panthers de la Floride.

## Statistiques

### En club
| Saison     | Équipe                 | Ligue      |    | Saison régulière | Saison régulière | Saison régulière | Saison régulière | Saison régulière |    | Séries éliminatoires | Séries éliminatoires | Séries éliminatoires | Séries éliminatoires | Séries éliminatoires |
| Saison     | Équipe                 | Ligue      | PJ | B                | A                | Pts              | Pun              | PJ               | B  | A                    | Pts                  | Pun                  |                      |                      |
| 2008-2009  | Maroons de Chatham     | GOJHL      | 1  | 0                | 0                | 0                | 0                | -                | -  | -                    | -                    | -                    |                      |                      |
| 2009-2010  | Lincolns de St. Marys  | GOJHL      | 49 | 43               | 35               | 78               | 56               | 5                | 6  | 3                    | 9                    | 4                    |                      |                      |
| 2009-2010  | Knights de London      | LHO        | 17 | 2                | 1                | 3                | 2                | 10               | 4  | 3                    | 7                    | 2                    |                      |                      |
| 2010-2011  | Knights de London      | LHO        | 68 | 22               | 40               | 62               | 28               | 6                | 3  | 4                    | 7                    | 6                    |                      |                      |
| 2011-2012  | Knights de London      | LHO        | 68 | 45               | 40               | 85               | 49               | 19               | 10 | 13                   | 23                   | 12                   |                      |                      |
| 2012-2013  | Knights de London      | LHO        | 54 | 33               | 48               | 81               | 52               | 21               | 9  | 16                   | 25                   | 14                   |                      |                      |
| 2013-2014  | Bruins de Providence   | LAH        | 69 | 20               | 30               | 50               | 28               | 12               | 4  | 7                    | 11                   | 8                    |                      |                      |
| 2014-2015  | Bruins de Providence   | LAH        | 39 | 12               | 19               | 31               | 12               | 5                | 2  | 3                    | 5                    | 0                    |                      |                      |
| 2014-2015  | Bruins de Boston       | LNH        | 30 | 6                | 4                | 10               | 6                | -                | -  | -                    | -                    | -                    |                      |                      |
| 2015-2016  | Bruins de Providence   | LAH        | 57 | 24               | 53               | 77               | 32               | 3                | 1  | 2                    | 3                    | 6                    |                      |                      |
| 2015-2016  | Bruins de Boston       | LNH        | 4  | 0                | 1                | 1                | 4                | -                | -  | -                    | -                    | -                    |                      |                      |
| 2016-2017  | Maple Leafs de Toronto | LNH        | 3  | 0                | 0                | 0                | 0                | -                | -  | -                    | -                    | -                    |                      |                      |
| 2016-2017  | Panthers de la Floride | LNH        | 21 | 0                | 5                | 5                | 8                | -                | -  | -                    | -                    | -                    |                      |                      |
| 2016-2017  | Marlies de Toronto     | LAH        | 38 | 10               | 34               | 44               | 36               | 11               | 2  | 7                    | 9                    | 4                    |                      |                      |
| 2017-2018  | Sabres de Buffalo      | LNH        | 21 | 2                | 1                | 3                | 6                | -                | -  | -                    | -                    | -                    |                      |                      |
| 2017-2018  | Americans de Rochester | LAH        | 46 | 15               | 26               | 41               | 26               | -                | -  | -                    | -                    | -                    |                      |                      |
| 2018-2019  | Moose du Manitoba      | LAH        | 69 | 16               | 41               | 57               | 30               | -                | -  | -                    | -                    | -                    |                      |                      |
| 2019-2020  | Moose du Manitoba      | LAH        | 58 | 21               | 20               | 41               | 28               | -                | -  | -                    | -                    | -                    |                      |                      |
| 2020-2021  | Condors de Bakersfield | LAH        | 39 | 10               | 18               | 28               | 8                | 6                | 3  | 4                    | 7                    | 10                   |                      |                      |
| 2021-2022  | Condors de Bakersfield | LAH        | 64 | 30               | 50               | 80               | 54               | 5                | 1  | 1                    | 2                    | 4                    |                      |                      |
| 2022-2023  | Condors de Bakersfield | LAH        | 72 | 17               | 43               | 60               | 32               | 2                | 0  | 0                    | 0                    | 14                   |                      |                      |
| Totaux LNH | Totaux LNH             | Totaux LNH | 79 | 8                | 11               | 19               | 24               | -                | -  | -                    | -                    | -                    |                      |                      |

### En équipe nationale
Il a représenté le Canada en sélection jeune.
| Année | Compétition                  |   | PJ | B | A | Pts | Pun      |  | Résultat |
| 2011  | Championnat du monde -18 ans | 7 | 0  | 0 | 0 | 6   | 4e place |  |          |

## Trophées et honneurs personnels
- 2011-2012 :
  - champion de la Coupe J.-Ross-Robertson avec les Knights de London.
  - nommé dans la deuxième équipe d'étoiles de la LHO.
- 2012-2013 :
  - champion de la Coupe J.-Ross-Robertson avec les Knights de London.
  - nommé dans la première équipe d'étoiles de la LHO.
  - remporte le trophée Jim-Mahon remis à l'ailier droit ayant marqué le plus de buts.
- 2015-2016 :
  - participe au Match des étoiles de la LAH.
  - nommé dans la première équipe d'étoiles de la LAH.